# Gmina żydowska w Głogowie
Gmina żydowska w Głogowie poświadczona została już w dokumencie z roku 1280. Na Śląsku oprócz Białej jedynie w Głogowie kahał trwał nieprzerwanie aż do czasu Holocaustu. W XVIII Głogów zamieszkiwała prawie jedna piąta śląskich żydów.

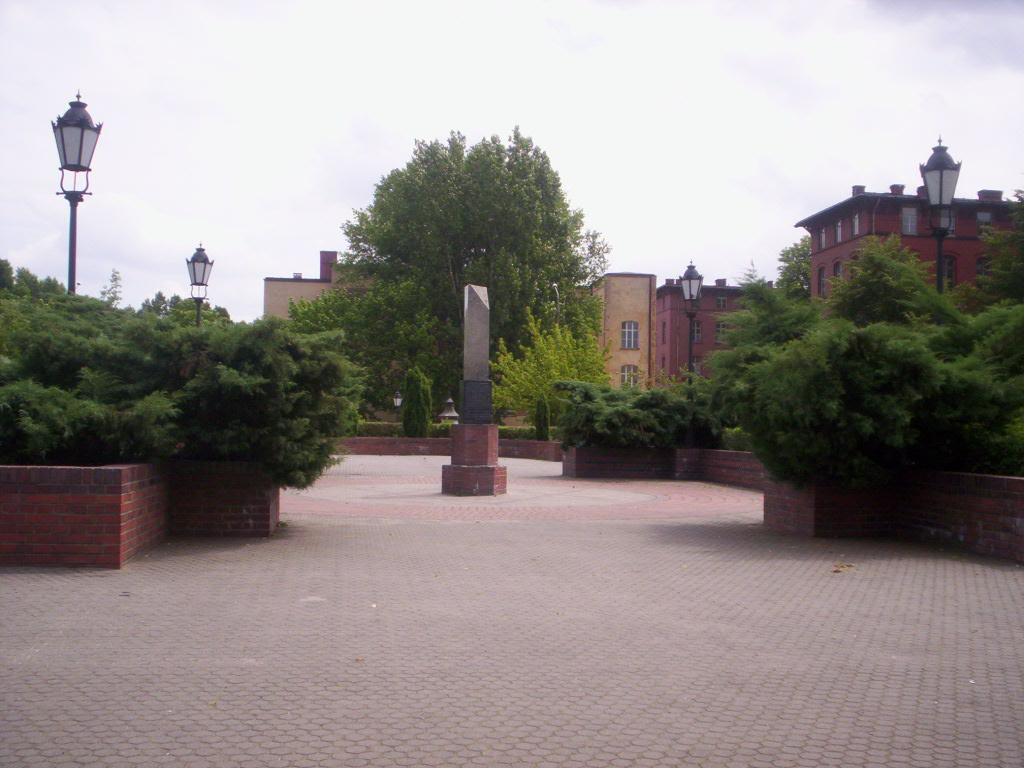
Synagoga - lapidarium

Synagogę na głogowskiej starówce oddano do użytku we wrześniu 1892 r. Miała w założeniu stanowić ważną dominantę w krajobrazie miasta i świadczyć o randze tutejszej gminy żydowskiej. Głogowska synagoga, mogła pomieścić 300 mężczyzn i 250, kobiet. Jej trzon stanowiła masywna i wysoka (32 m) część wieżowa, zwieńczona kopułą.
W nocy z 9 na 10 listopada 1938 r. synagogę splądrowały i spaliły bojówki hitlerowskie; następnie rozebrano ją do fundamentów. W roku 1933 głogowska społeczność liczyła ok. 600 osób, jednakże w chwili wybuchu II wojny światowej pozostało w Głogowie jedynie ok. 100 starszych wiekiem osób. Wiosną 1942 30 z nich wysłano transportem do obozu w Izbicy koło Lublina, zaś pozostałych do Terezinu w Czechach. Spośród głogowskich żydów znana jest jedynie jedna ocalała osoba – Elise Getzel.
W 55. rocznicę spalenia synagogi odsłonięto w Głogowie pomnik poświęcony pamięci społeczności żydowskiej tego miasta. Monument - miejsce pamięci (proj. inż. arch. Dariusza Wojtowicza) tworzą: zrekonstruowany na oryginalnych fundamentach synagogi obrys jej murów oraz niewielki obelisk z inskrypcjami w językach polskim i hebrajskim.